# 예브게니 말킨
예브게니 블라디미로비치 말킨(러시아어: Евге́ний Влади́мирович Ма́лкин, 1986년 7월 31일~)은 러시아의 아이스하키 선수로 포지션은 센터이다. 현재 내셔널 하키 리그(NHL)의 팀인 피츠버그 펭귄스의 부주장으로 뛰고 있다.

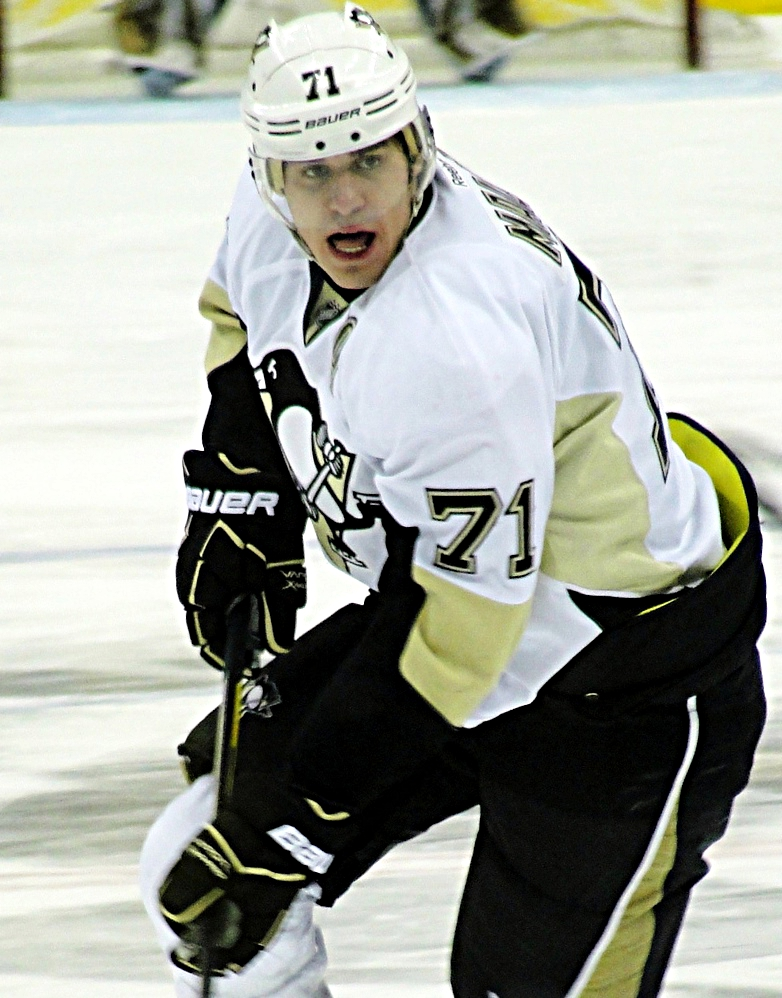
2012년 2월 콜럼버스 블루재키츠와의 경기 당시의 말킨

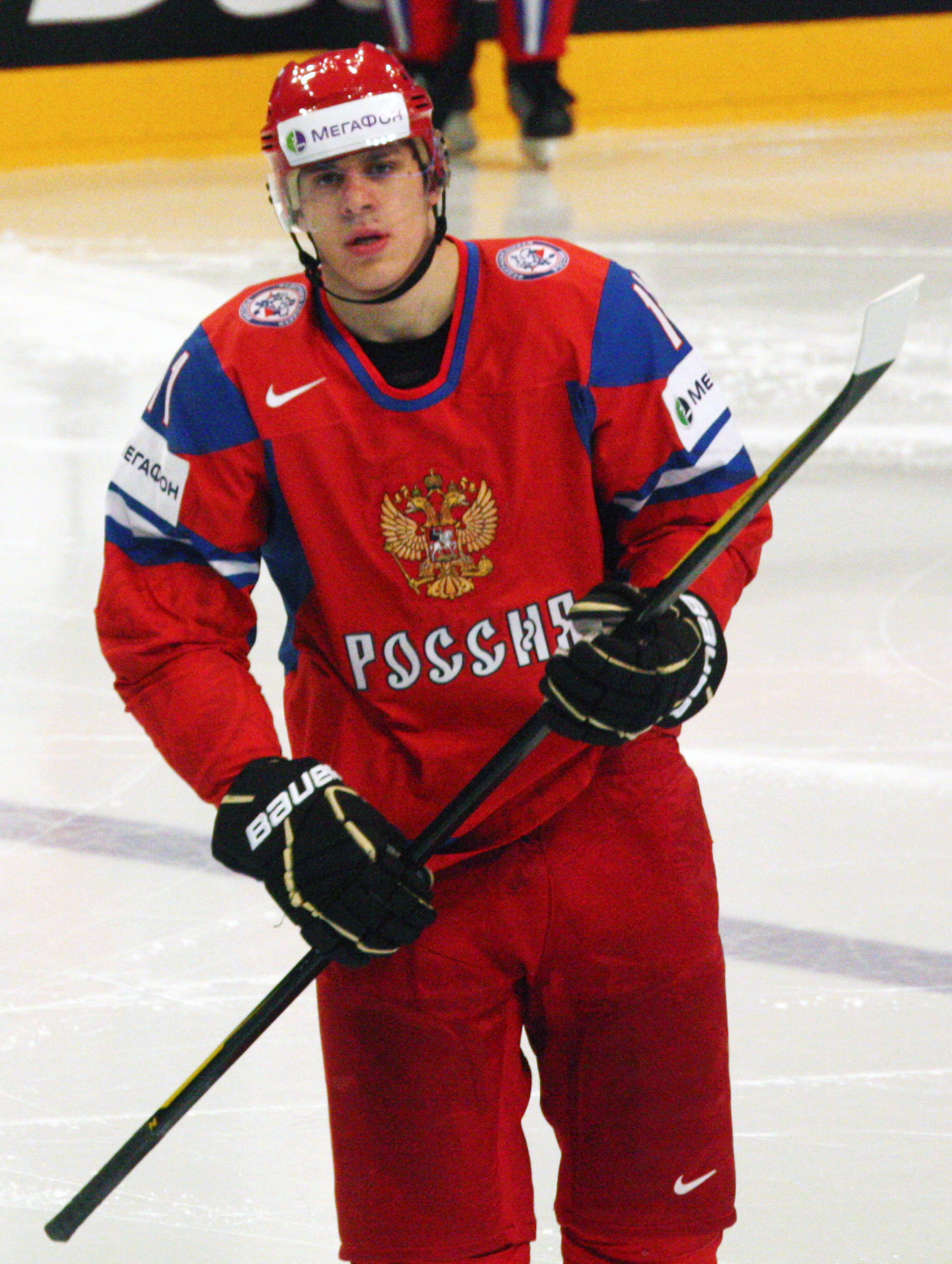
2012년 세계 선수권 대회 체코전 당시의 말킨